# Saint-Ouen-sur-Gartempe
Saint-Ouen-sur-Gartempe – miejscowość i gmina we Francji, w regionie Nowa Akwitania, w departamencie Haute-Vienne.
Według danych na rok 1990 gminę zamieszkiwały 242 osoby, a gęstość zaludnienia wynosiła 11 osób/km² (wśród 747 gmin Limousin Saint-Ouen-sur-Gartempe plasuje się na 398. miejscu pod względem liczby ludności, natomiast pod względem powierzchni na miejscu 299.).

## Populacja

Populacja Saint-Ouen-sur-Gartempe w latach 1962–2008